# 阿姆斯特丹市徽
阿姆斯特丹市徽是阿姆斯特丹正式紋章，包括紅色盾形部分，以及盾牌中央的黑色條紋（內有三個白色聖安德烈十字）。盾牌上方是奧地利皇冠，兩側是金色獅子，下方有阿姆斯特丹的城市格言。紋章的各元素均和阿姆斯特丹的歷史有關。 

## 紋章元素

### 盾牌
阿姆斯特丹市徽的盾牌部分底色是紅色，中央部分的黑色條紋上有三個垂直排列的白色聖安德烈十字。聖安德烈十字可能起源於貴族家庭佩爾寧家族的盾牌。騎士揚·佩爾寧在1280年至1282年曾是阿姆斯特丹的領主。阿姆斯特丹市旗的圖案以阿姆斯特丹市徽的盾牌部分為基礎，但使用水平排列。三個聖安德烈十字也是阿姆斯特丹市政府的標誌。

### 皇冠

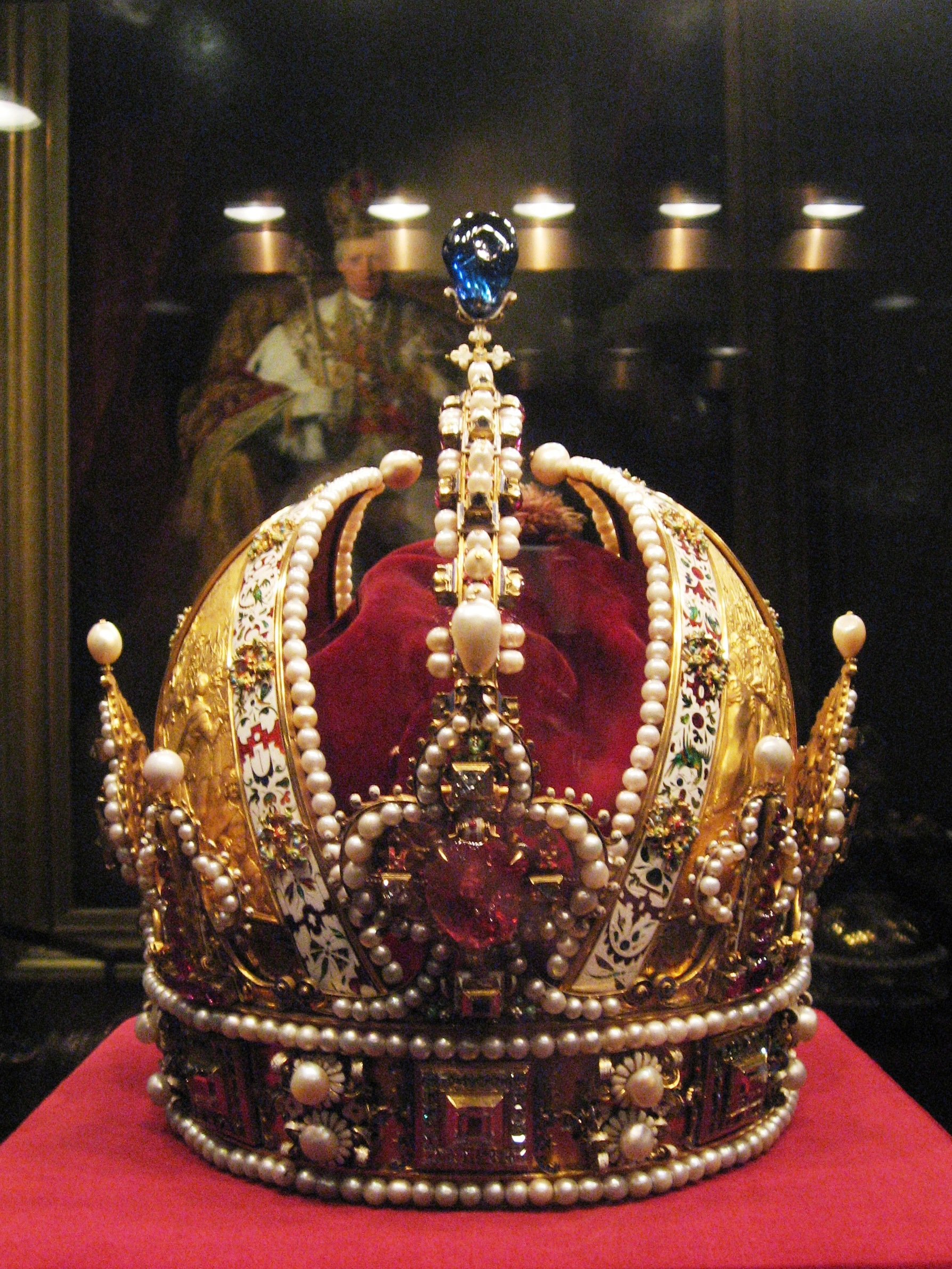
奧地利皇冠

在15世紀的魚鉤和鱈魚戰爭期間，神聖羅馬帝國皇帝馬克西米利安一世支持城市的資產階級一側對抗鄉村的貴族階級。在這場戰爭中，阿姆斯特丹向馬克西米利安一世進行了巨額借款。1489年，皇帝授權阿姆斯特丹在紋章中使用它的，以感謝阿姆斯特丹的借款。魯道夫二世繼位時，使用了新的皇冠，阿姆斯特丹亦因此更換皇冠圖案。在宗教改革之後，阿姆斯特丹成為新教城市，但仍繼續使用天主教皇帝的皇冠。1804年，魯道夫二世的皇冠成為奧地利皇冠。 
在阿姆斯特丹多地可發現皇冠。新教教堂西教堂的尖頂裝飾有皇冠。藍橋上裝飾有多個皇冠圖案。

### 金獅
盾牌兩側裝飾有兩個金色獅子。這兩隻獅子站立在石質基座上。獅子在16世紀加入紋章。

### 格言

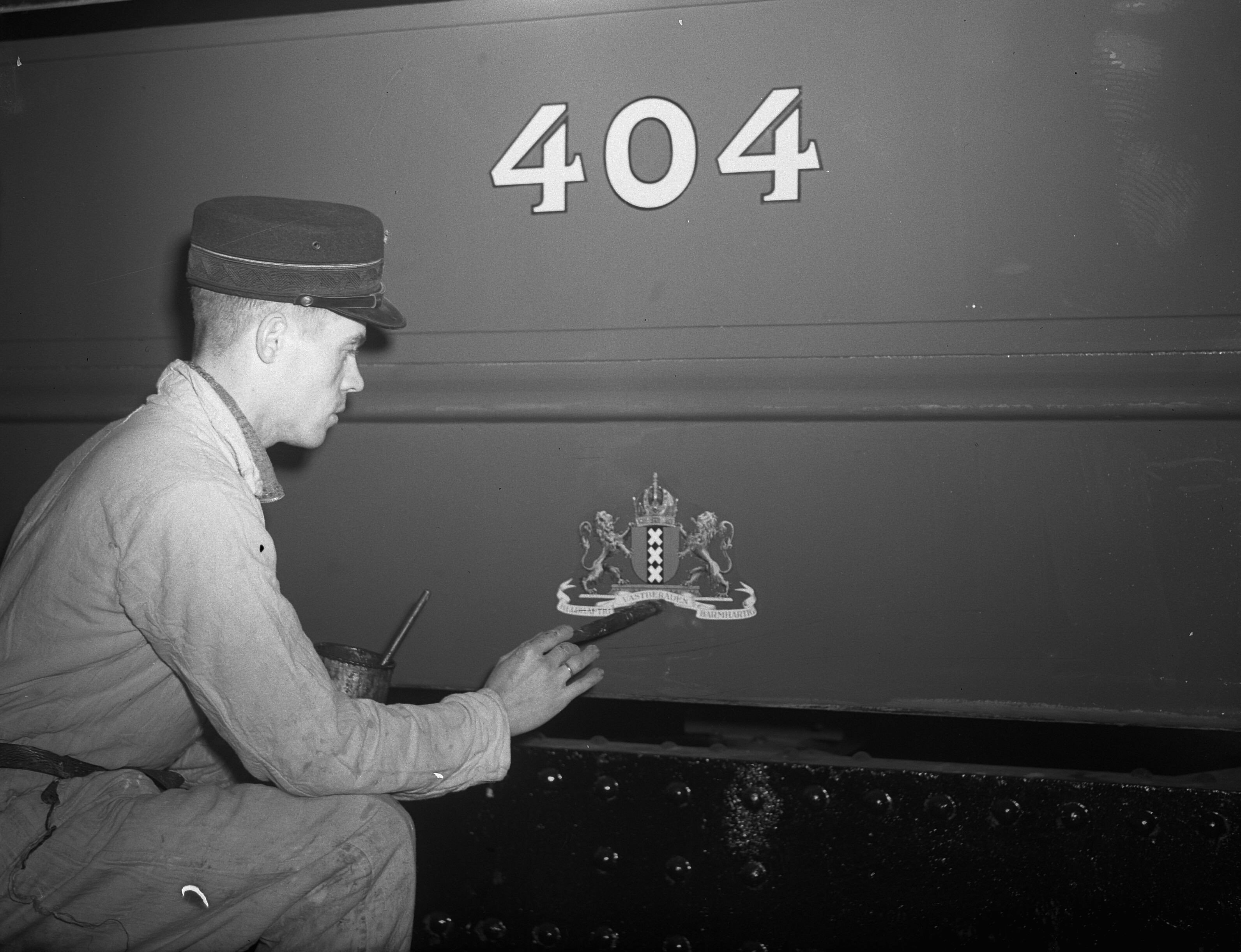
一位工人在阿姆斯特丹街車上塗上新市徽，1948年

在1941年的二月罷工中，非猶太人市民抗議納粹德國對猶太人的迫害。荷蘭女王威廉明娜希望阿姆斯特丹市民在二戰中的貢獻能被銘記，並創造了荷蘭語標語「Heldhaftig，Vastberaden，Barmhartig」，意為「勇敢，堅定，富有同情心」。1947年3月29日，這一標語被加入阿姆斯特丹市徽。

## 應用

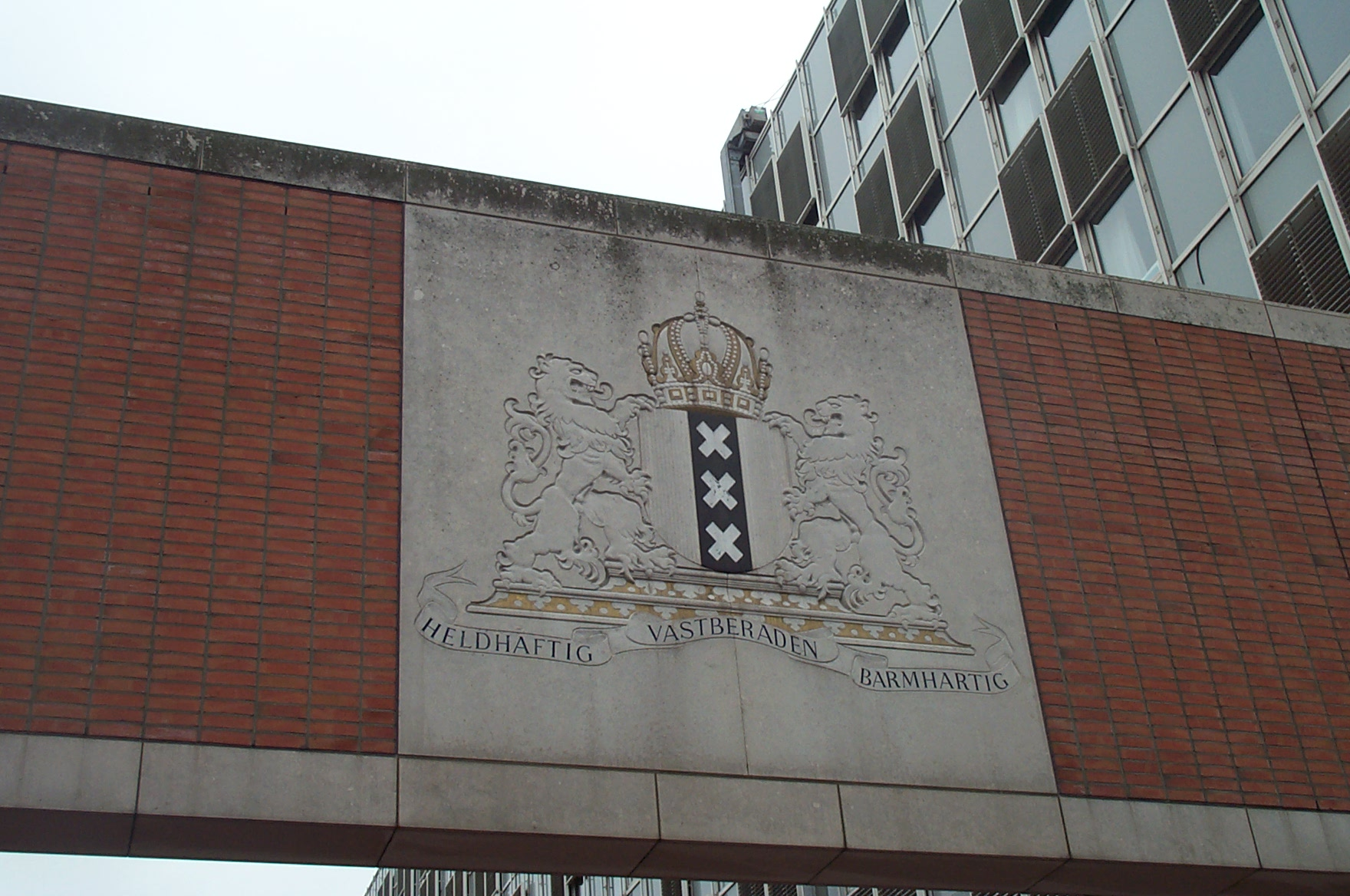
市政歌劇院上的市徽

作為荷蘭城市的紋章之一，阿姆斯特丹市徽已在貴族事務高級委員會註冊。這些紋章均屬於共有領域，阿姆斯特丹市政府無法主張版權。但實際上由於阿姆斯特丹市徽代表阿姆斯特丹官方，因此其使用受到限制，使用時需要獲得許可。而紋章的部分元素則不需許可即能使用，如三個聖安德烈十字。